# Mystery House
Mystery House (с англ. — «Таинственный дом») — приключенческая компьютерная игра, первый квест с использованием компьютерной графики. Игра разработана для компьютера Apple II и издана 5 мая 1980 года основателями компании On-Line Systems, впоследствии известной как Sierra On-Line, супругами Кеном и Робертой Уильямс.

## Сюжет

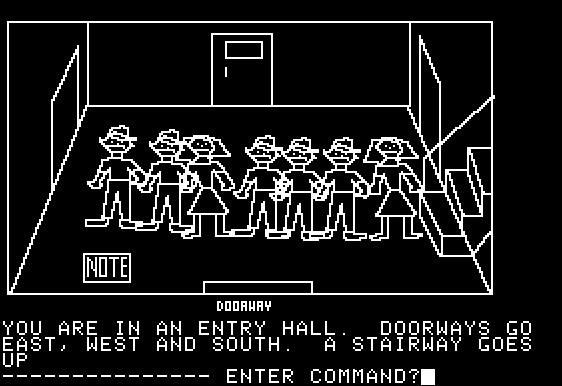
Игровой процесс Mystery House

История в Mystery House представляет собой смесь сюжета детективного романа Агаты Кристи «Десять негритят» и настольной игры Cluedo. Персонаж игрока попадает в дом вместе с семью другими персонажами: сантехник Том, механик Сэм, швея Салли, хирург доктор Грин, могильщик Джо, мясник Билл и повар Дейзи. Первоначальной задачей игрока является поиск спрятанного в особняке тайника с драгоценностями, однако вскоре в доме начинают гибнуть люди один за другим. Игроку предстоит выяснить, кто является убийцей, пока не станет следующей его жертвой, при этом по возможности (не обязательно) найти тот самый злополучный тайник, с которого игра и началась.

## Разработка и издание
До Mystery House жанр компьютерных приключенческих игр был представлен исключительно текстовыми квестами. Пустующую нишу графических квестов решили заполнить бывший программист IBM Кен Уильямс и его жена Роберта. При создании Mystery House Роберта отвечала за сюжетную линию и на специальном планшете выполнила дизайн локаций, а Кен занимался технической реализацией.
В 1982 году Mystery House была переиздана под маркой SierraVenture, а в 1987 году, в связи с семилетием компании Sierra On-Line, игра была передана в общественное достояние. В дальнейшем Mystery House была портирована на iPhone и iPod touch.

## Оценки и мнения
В получившейся игре использовался текстовой ввод для управления персонажем, но использование графической составляющей, представляющей собой белые статичные векторные рисунки на чёрном фоне, сделало игру несомненным прорывом в индустрии. Журнал GamePro поставил игру на 51-е место в списке самых важных компьютерных игр всех времён, отметив:
Наиболее значительным её вкладом явилось доказательство того, что визуальная составляющая есть решающий фактор успеха для видеоигры… что игроками воспринимается как само собой разумеющееся в наши дни полноэкранного сглаживания.
Оригинальный текст (англ.)Its most significant contribution was to prove that the visual element is crucial to the success of a video game title....something gamers take for granted in this age of anti-aliasing.

## Влияние

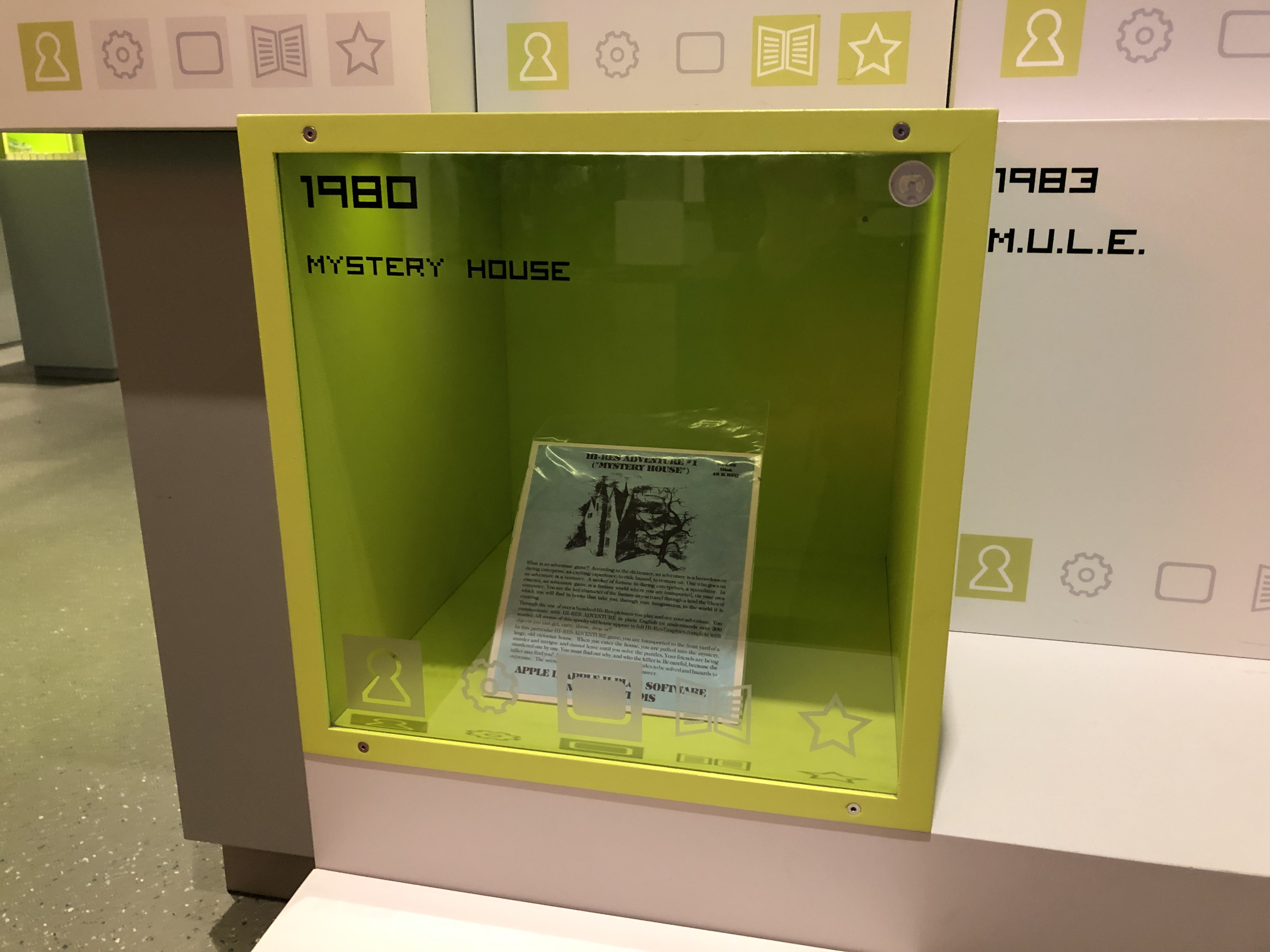
Mystery House на стене истории компьютерных игр в музее компьютерных игр, Берлин

Игра ценой 25 долларов разошлась тиражом в 10 тысяч копий, которые были проданы по почте. Если рассматривать тираж совместно со всеми переизданиями, то было продано около 80 тысяч экземпляров игры.
Коммерческий успех позволил супругам Уильямс направить вырученные средства на создание своей собственной компании по разработке игр, ставшей впоследствии одним из лидеров в игровой индустрии.